# Perfilador d'ulls

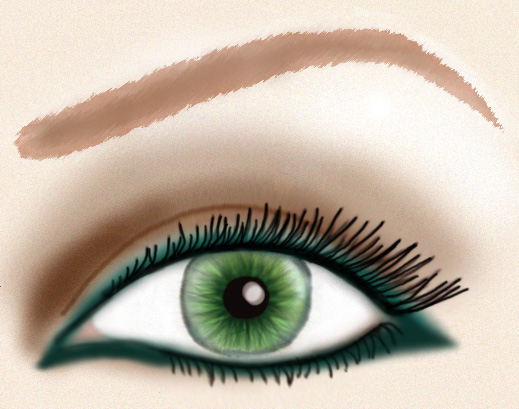
Delineador col·locat a la vora de l'ull.

El perfilador d'ulls és un cosmètic utilitzat per definir el contorn dels ulls. S'aplica al voltant del mateix per crear una varietat d'il·lusions estètiques. Encara que és utilitzat principalment per les dones, actualment també en fan servir alguns homes, i diverses marques han començat a treure a la venda productes masculins.

## Història

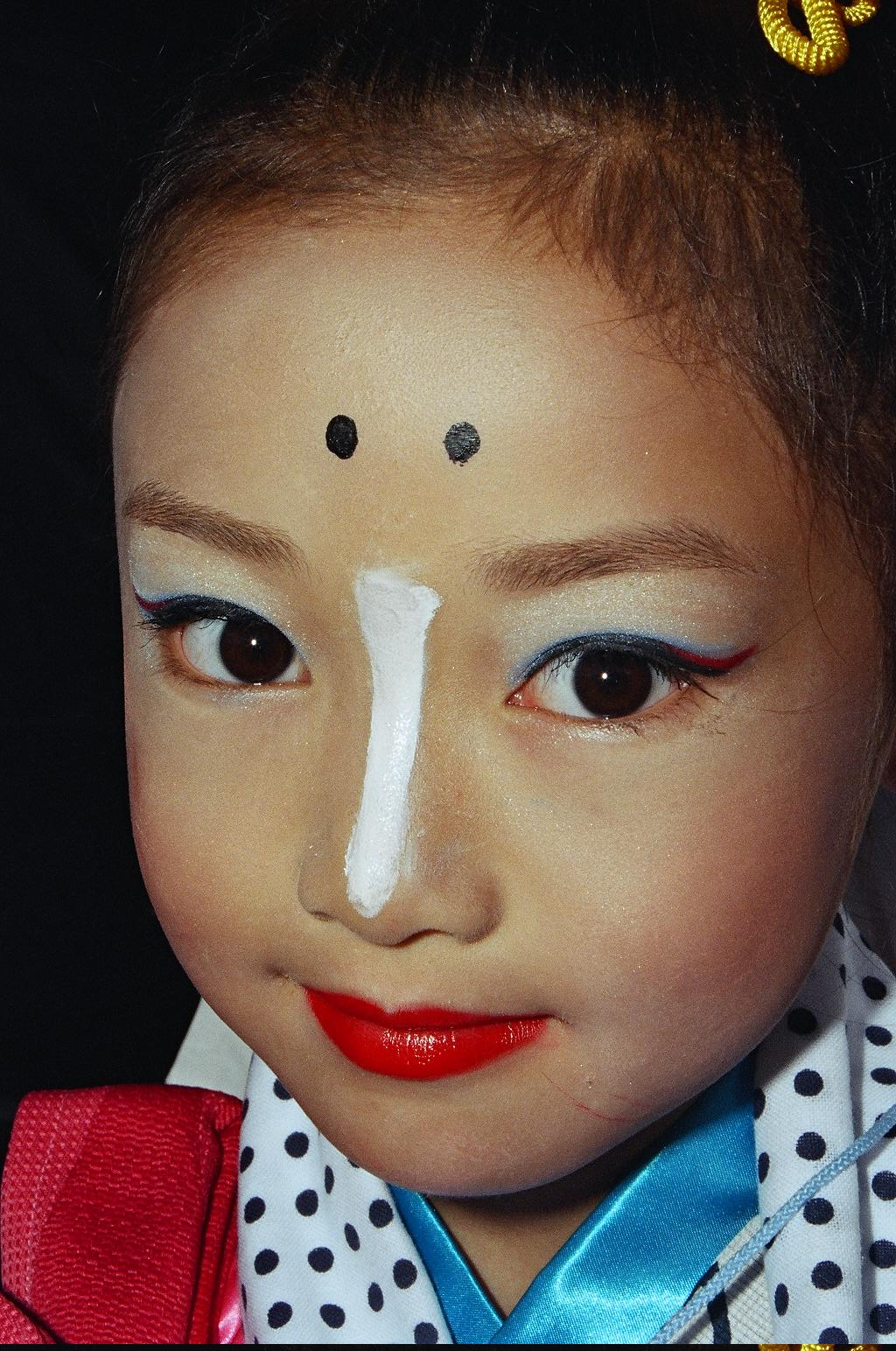
Una nena usant perfilador

El perfilador d'ulls va ser utilitzat per primera vegada a l'antic Egipte i a Mesopotàmia com una línia negra al voltant dels ulls. Subsegüentment van començar a usar-lo les dones àrabs.
En la dècada de 1960, el perfilador líquid va començar a utilitzar-se per crear línies gruixudes de color blanc i negre al voltant dels ulls, seguint la moda de maquillatge associada amb dissenyadors com Mary Quant.
A la fi del segle XX i principis del segle xxi, la gran quantitat de perfilador s'ha associat amb la moda gòtica. A més, el perfilador aplicat en línies molt gruixudes, particularment en els homes, s'ha associat amb la subcultura emo i diversos estils de vida "alternatius". També pot ser utilitzat per simbolitzar la tristesa en les fotografies, com la famosa "Bleeding Mascara". El perfilador d'ulls no només es presenta en format líquid, sinó també en llapis, el qual sol ser més apropiat per a la vora inferior de l'ull però la seva durada és més curta.

## Fórmules

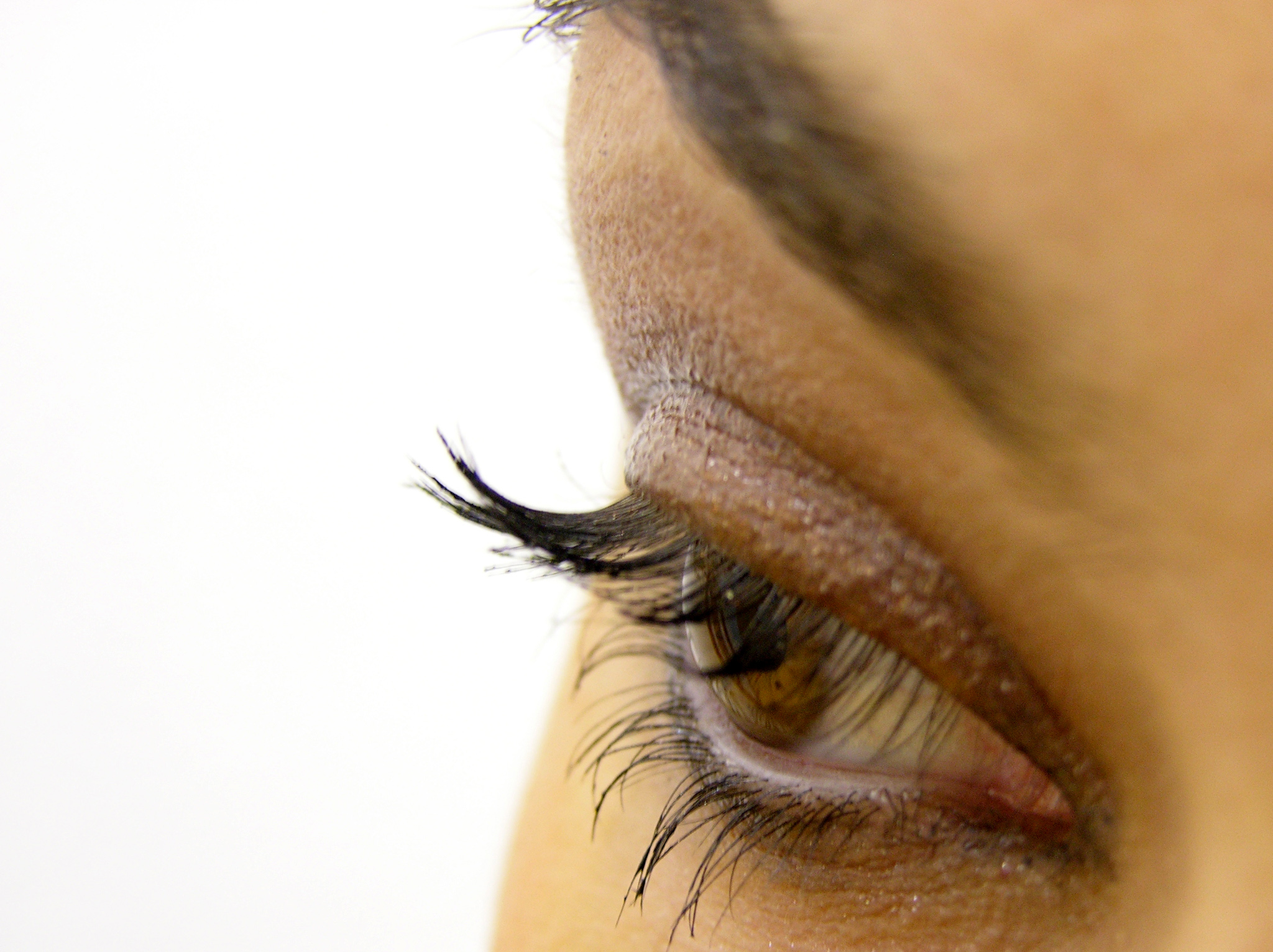
Un ull amb perfilador marró col·locat sota les pestanyes inferiors.

Depenent de la seva textura, el perfilador pot estar difuminat suaument o clarament definit. Hi ha quatre fórmules disponibles al mercat: cadascuna produeix un efecte diferent.
- El perfilador líquid és un líquid opac que actualment apareix en una ampolla petita i s'aplica amb un petit raspall o un aplicador especial semblant a un pinzell. Forma una línia accentuada i precisa.
- El llapis és un perfilador d'ulls presentat en la forma d'un llapis de fusta. En general es troba disponible en ombres de tons mat foscos.
- Els llapis a força de cera són llapis més suaus que contenen cera per facilitar l'aplicació. Estan a la venda en una àmplia varietat de colors intensos a més d'ombres més clares com blanques o beix. Els perfiladors a força de cera també poden presentar en un con o en un compacte amb aplicador.

- El Kohl és una pols perfilador suau integrat en ombres matèria de tons foscos. Sovint es pot trobar en color negre i s'utilitza per definir el contorn dels ulls. Ve en forma de llapis, pols compacte, o pols solt.

- La forma menys comú és el perfilador en gel que es pot aplicar fàcilment amb un raspall per als ulls. És molt més suau que el Kohl.